# Leptodactylus ochraceus
Leptodactylus ochraceus é uma espécie de anfíbio da família Leptodactylidae. Endêmica do Brasil, onde é conhecida apenas da localização-tipo no estado de Pernambuco.
Em 2008, a espécie foi revisada e considerada válida dentro do gênero Leptodactylus. Em 2014, outra revisão excluiu L. ochraceus do gênero Leptodactylus, considerando-a como incertae sedis dentro da família Leptodactylidae.